# Šerif a mimozemšťan
Šerif a mimozemšťan (v originále Uno sceriffo extraterrestre - poco extra e molto terrestre) je sci-fi komediální film z roku 1979 od režiséra Michela Lupa. 

## Děj
Šerif Hall je oblíbený šerif v americkém městě Newnan. Jednoho večera se na své stanici dozví, že se ztratil syn obyvatelky Newnanu Paní Parkerové a proto se rozhodne tohoto chlapce hledat. Kromě jeho najde i zvláštního chlapce který tvrdí, že pochází z vesmíru. Šerif každou chvíli chce zjistit jak se zvláštní chlapec jmenuje, ale chlapec mu opakovaně tvrdí, že se jmenuje H7-25. Halla přesvědčí až svoji technologií, "Fotonovým paprskem" a následně mu šerif začne věřit. O H7-25 se ale doví i armáda a ta ho chce unést a využít pro své plány. Když H7-25 unesou, šerifovi zbývá udělat jedinou věc - vydat se na armádní základnu, vysvobodit H7-25 a následně ho vrátit jeho otci, který se blíží k zemi.

## Obsazení
| Bud Spencer       | Šerif Hall            |
| Cary Guffey       | Mimozemšťan H7-25     |
| Raimund Harmstorf | Kapitán Briggs        |
| Joe Bugner        | Zloděj Brennan        |
| Carlo Reali       | Armádní důstojník     |
| Luigi Bonos       | Zástupce šerifa Allen |